# Кенгуровый прыгун Орда
Кенгуровый прыгун Орда (лат. Dipodomys ordii) — грызун из рода кенгуровых прыгунов из Северной Америки. Видовое название дано в честь американского натуралиста Джорджа Орда (1781—1866). Ареал — Великие Равнины от юга Канады до Мексики.